# Tongli

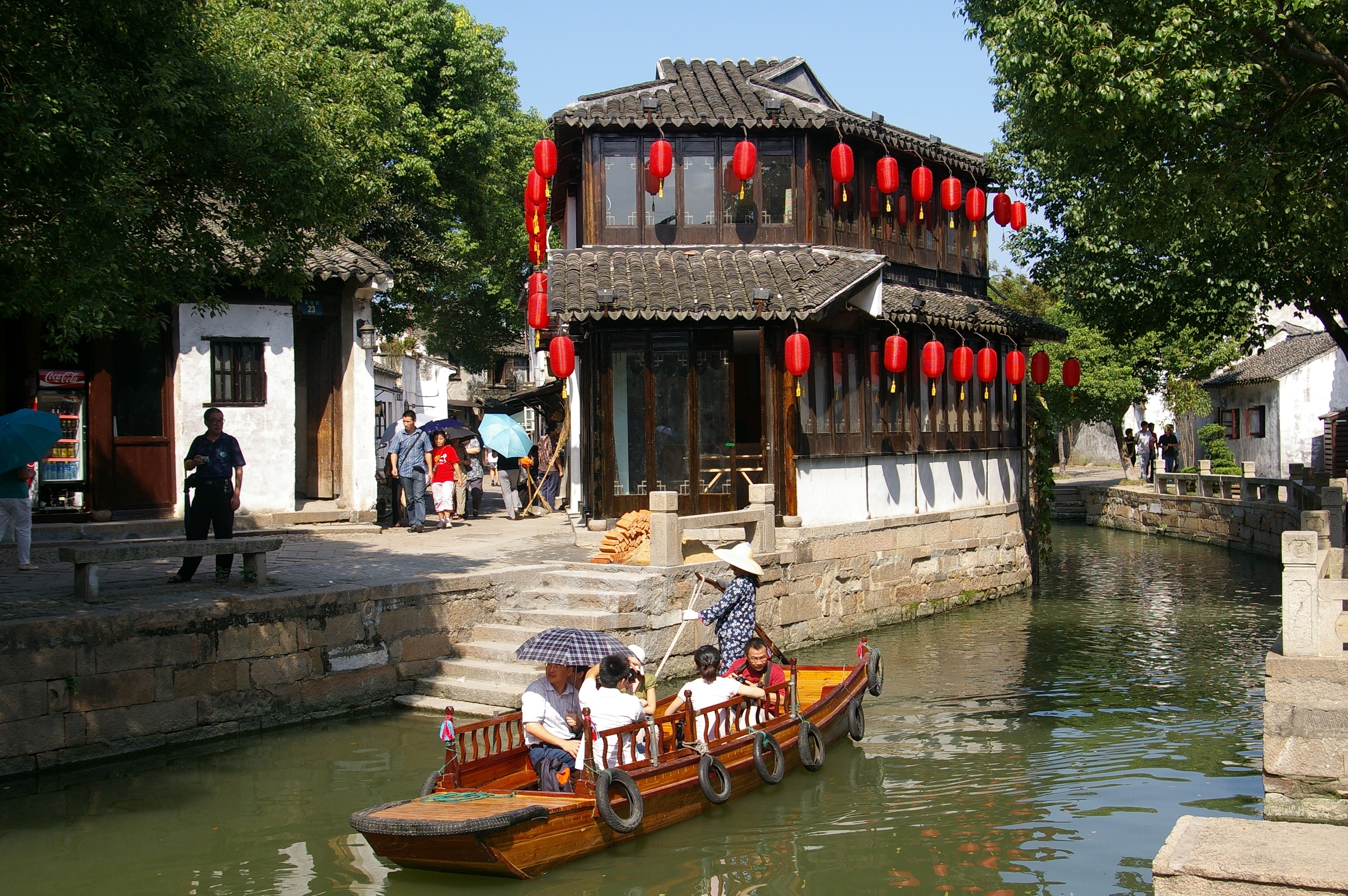
Tongli

Tongli (chinesisch 同里镇, Pinyin Tónglǐ Zhèn) ist eine Großgemeinde des Stadtbezirks Wujiang der bezirksfreien Stadt Suzhou in der chinesischen Provinz Jiangsu.
Tongli ist eine der zahlreichen Wasserstädte, die Shanghai vorgelagert sind und von dort aus häufig als Ziel für Touristen dienen. Innerhalb der historischen Innenstadt, die für Touristen kostenpflichtig ist, sind einige klassische Gärten und andere Sehenswürdigkeiten zu besichtigen.
In Tongli befindet sich seit 2004 das Chinesische Sexmuseum, welches sich zuvor in Shanghai befand.